# Astragalus leonardii
Astragalus leonardii är en ärtväxtart som beskrevs av Maassoumi. Astragalus leonardii ingår i släktet vedlar, och familjen ärtväxter. Inga underarter finns listade i Catalogue of Life.